# 尼古拉·邦巴奇
尼古拉·邦巴奇（義大利語：Nicolò Bombacci，也写作Nicola Bombacci或Nicolino Bombacci；1879年10月24日—1945年4月28日），意大利社会主义运动的重要人物。1903年，加入意大利社会党，曾任意大利社会党书记。1921年参与创立意大利共产党，并担任中央委员。1927年，邦巴奇因其亲法西斯立场而被以帕尔米罗·陶里亚蒂为首的意共中央开除党籍。
1930年代后，他的政治立场逐渐向墨索里尼靠拢，并在萨罗共和国成立后积极参与其政治活动。1945年，他被意共游击队枪决，其尸体被倒吊于洛雷托广场示众。

## 生平

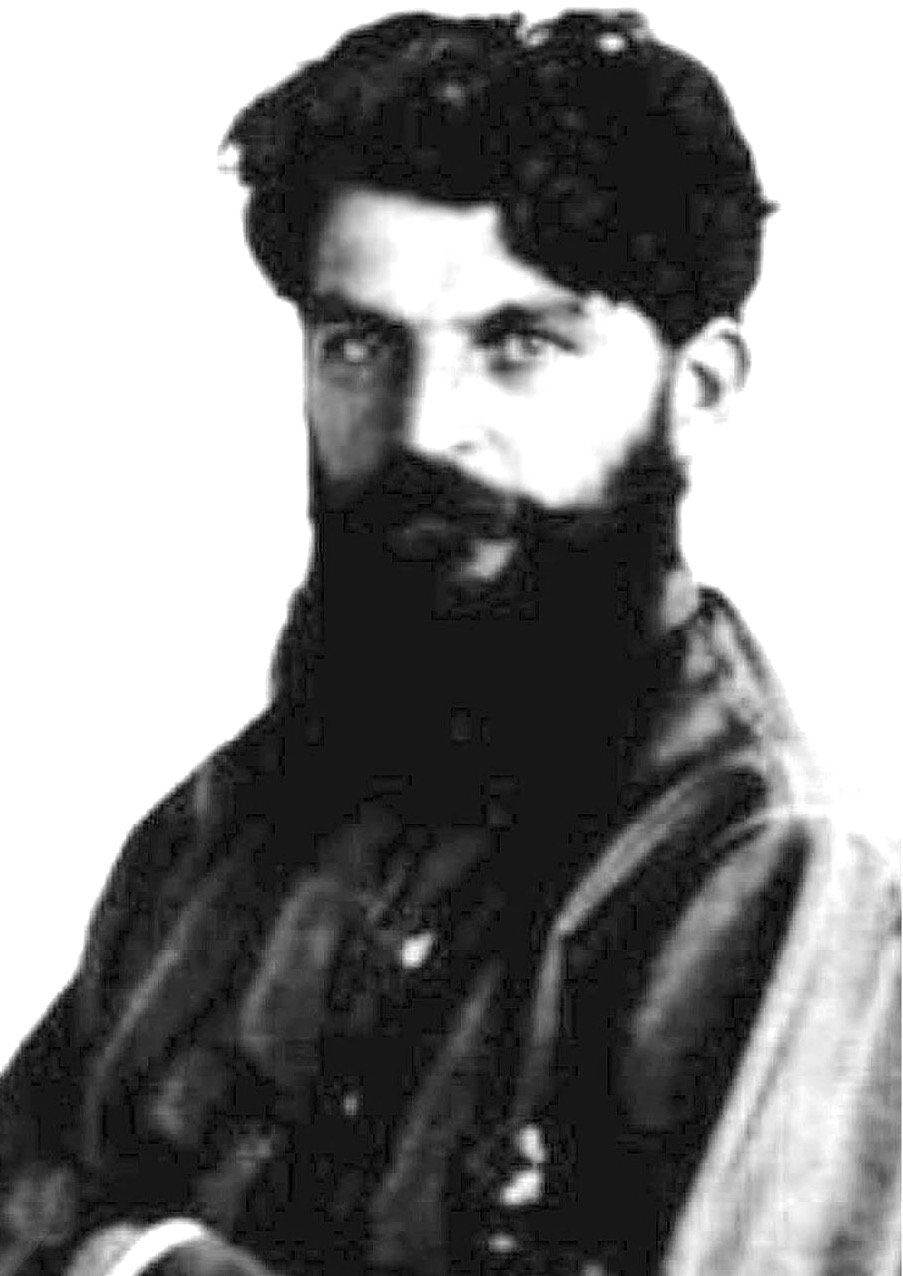
年轻时的邦巴奇。

### 社会党时期
1879年10月24日，邦巴奇出生在一个天主教农民家庭。1895年至1900年，于弗利神学院就读。1903年，加入意大利社会党，并在数年后和贝尼托·墨索里尼及科斯坦蒂诺·拉扎里等人成为该党“最高纲领派 ”（意大利社会党内的左翼派系）的重要人物。1917年，就任意大利社会党副书记，辅佐科斯坦蒂诺·拉扎里。1919年，就任意大利社会党书记，并于同年大选中率领意大利社会党以32.3%的得票率赢得大选，成为票数和席位数第一的大党。（这也是该党有史以来最好的选举成果）。1920年，由于同党内的改良派（以菲利波·屠拉蒂为主要代表的意大利社会党右翼派系）关系紧张，辞去意大利社会党书记一职。

### 意共时期

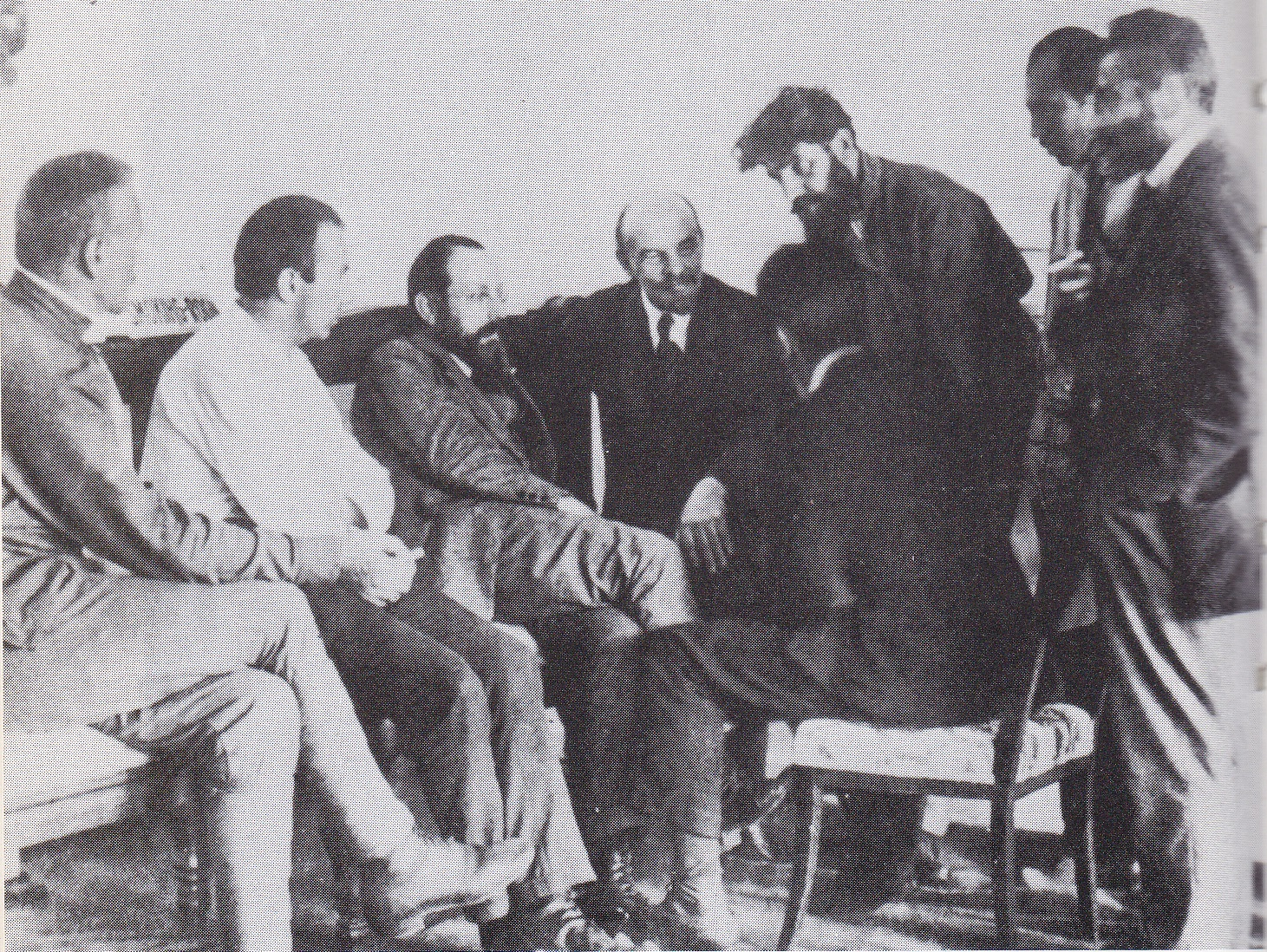
列宁同共产国际二大代表谈话，其中右数第三个站立者为邦巴奇。(1920年)

1921年，邦巴奇与安东尼奥·葛兰西，阿马迪奥·博尔迪加等人共同创立意大利共产党，并担任其中央委员。 
尽管墨索里尼领导的国家法西斯党敌视共产主义，但邦巴奇仍旧同墨索里尼保持友谊关系。1927年，邦巴奇由于其亲法西斯立场而被意共开除出党。
1933年后，邦巴奇虽未加入国家法西斯党，但却开始公开支持法西斯主义。1936 年，邦巴奇在他自己创立的《真相》杂志上承认：自己「拥护法西斯主义，也拥护共产主义」。他认为：「法西斯主义带来了宏伟的社会革命，无论是墨索里尼领导下的法团罗马政府，抑或者列宁统率下的苏维埃莫斯科政府。过去两者之间采取过的立场，必须予以改正；对于这一点，我们无需互相道歉，因为无论是现在还是过去，我们都受到同一个理想的驱策：劳动的胜利！」 

20世纪40年代初，邦巴奇写了一本小册子，试图向意大利民众警告布尔什维主义的危险性，并批判斯大林主义对社会主义价值观念的异化。从此，他正式同共产主义划清界限。 

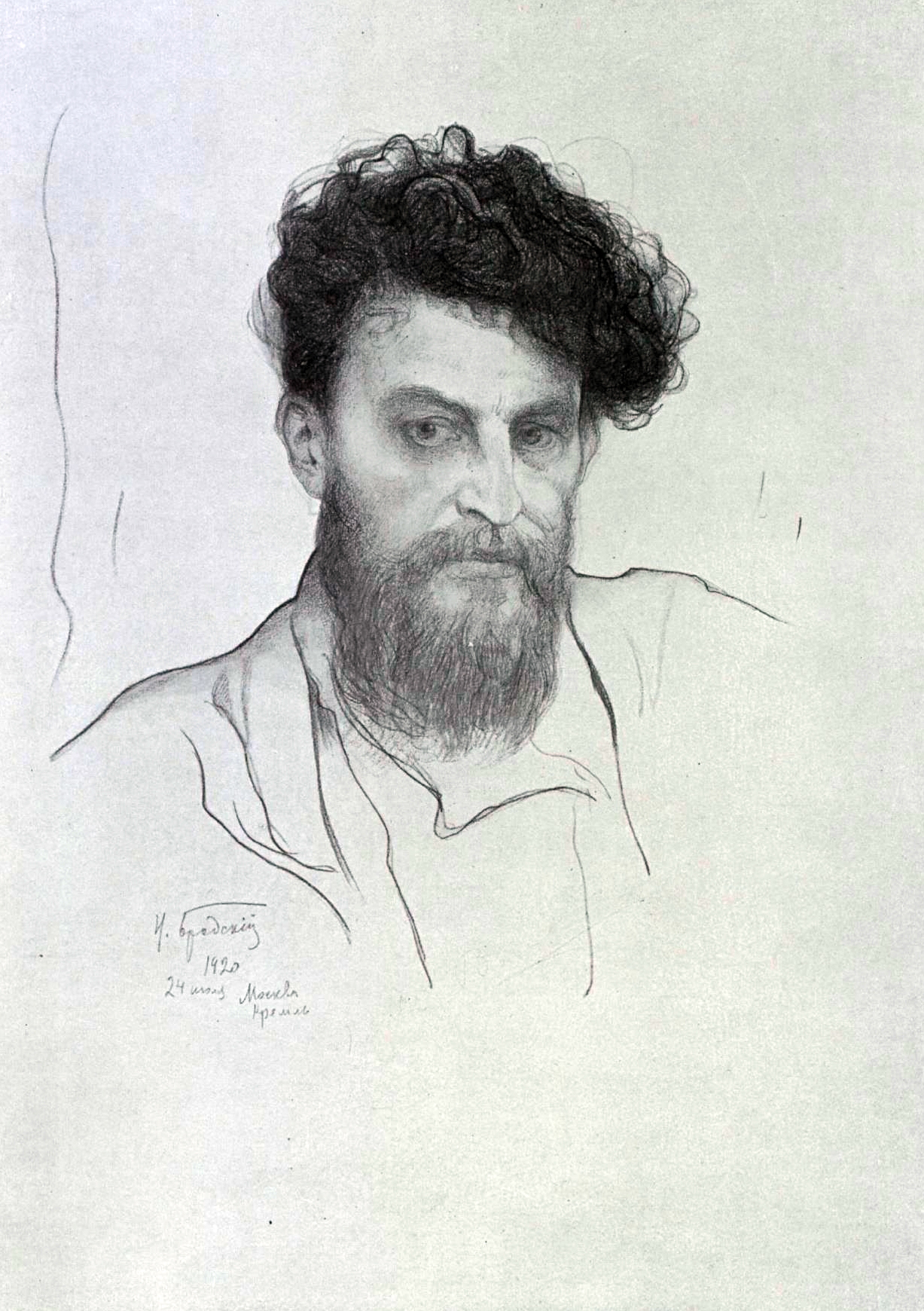
邦巴奇的肖像素描，摘自苏联著名画家伊萨克·布罗茨基于1920年为共产国际二大创作的画集。

### 萨罗共和国时期
当墨索里尼于1943年9月在德国的帮助下成立萨罗共和国时，邦巴奇立即动身前往萨罗。他被任命为墨索里尼的个人顾问，帮助墨索里尼維持萨罗共和国和意大利法西斯主义的合法性。 为迎接1943年11月的維羅納大會，邦巴奇参与起草了維羅納宣言，并于其中提出了具有社会主义色彩的经济「社会化」理论。邦巴奇在墨索里尼的支持下负责监督「社会化」计划。 

1945 年，邦巴奇于热那亚发表了一生中最后一次公开演讲，他說道：
同志们！看向我的脸，同志们！你们现在可能还在怀疑我是否还是那个社会主义的鼓动者，共产党的创始人，列宁的朋友。但我可以告诉你们：是的，先生们，我一直都是！我从未放弃我为之奋斗，并且也将永远奋斗的信念......在革命的光辉历程中，我曾站在列宁身边，我曾以为布尔什维主义是工人胜利的前沿，但后来我才意识到其中的欺骗。

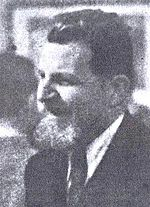
晚年时的邦巴奇。

随即他还说道：
斯大林永远不会实现社会主义，但墨索里尼会。墨索里尼是位社会主义者，尽管资产阶级在二十年来一直阻碍他，之后还背叛他......但现在，领袖已经摆脱了所有叛徒，他需要你们这些工人来建设新的无产阶级国度。 

### 死亡

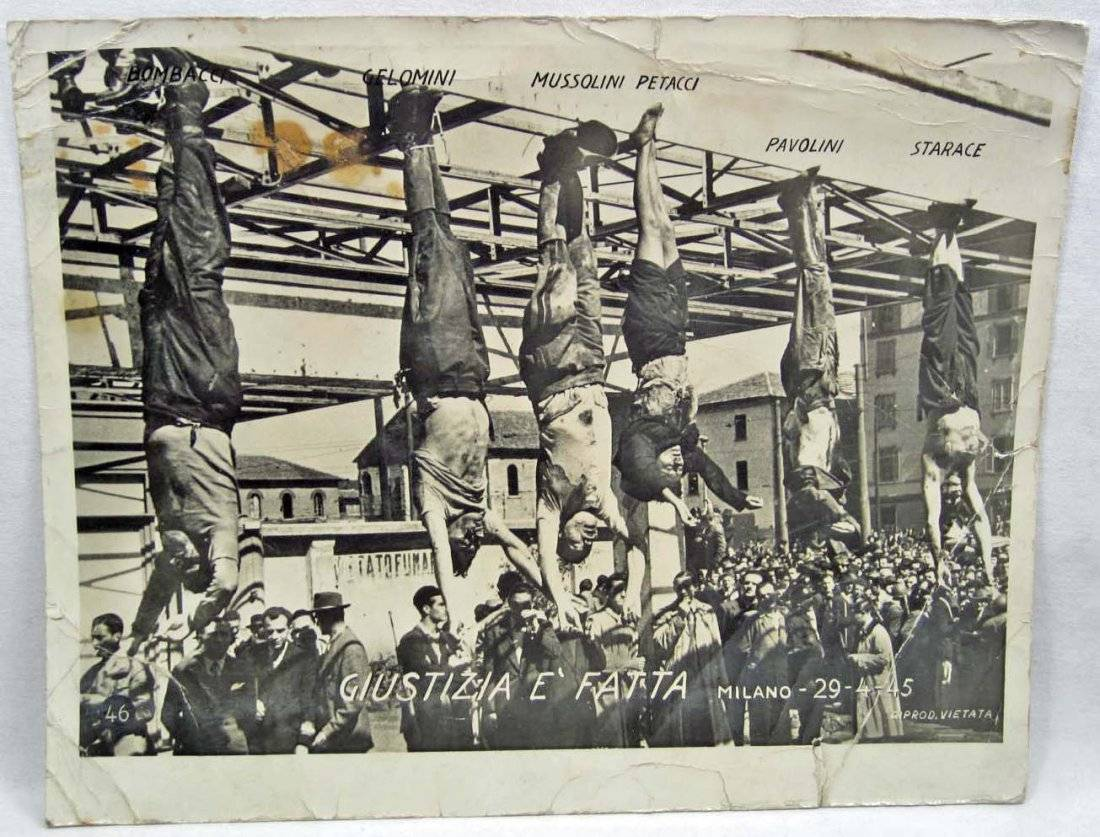
1945年，在洛雷托广场被倒吊示众的六具尸体。从左到右为邦巴奇、杰洛米尼、贝尼托·墨索里尼、克拉拉·贝塔西、亞歷山德羅·帕沃利尼和阿基萊·斯塔拉切。

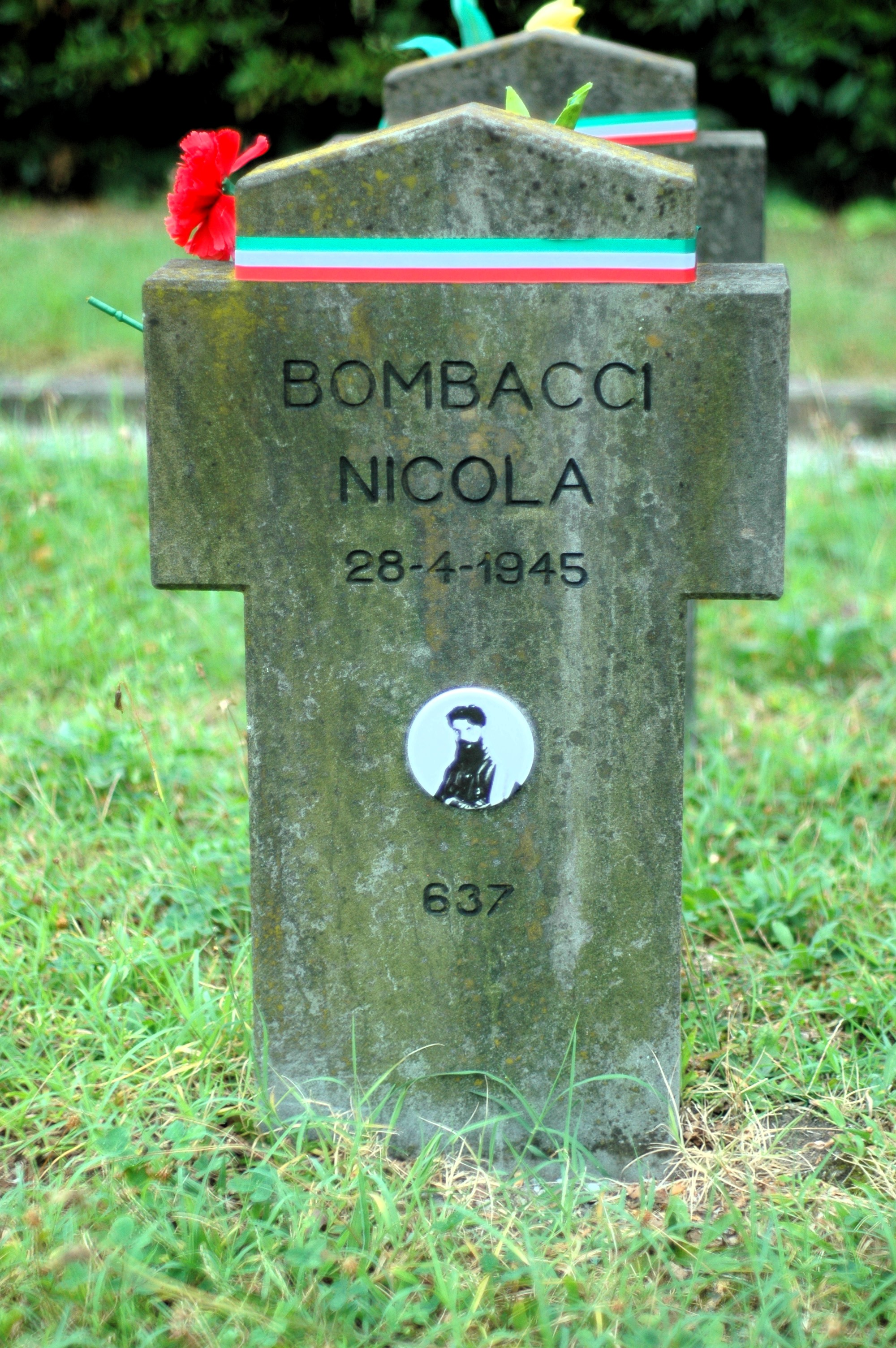
邦巴奇的墓地

1945 年 4 月 27 日，邦巴奇在跟随墨索里尼出逃时，被加里波第旅（由意共指挥的游击队）俘虏。次日，邦巴奇被押到栋戈枪决。行刑前，邦巴奇面对昔日的共产党同志们，高声疾呼「墨索里尼万岁！社会主义万岁！」（Viva Mussolini! Viva il Socialismo!） ，随即中枪身亡。
邦巴奇死后，他与墨索里尼、克拉拉·贝塔西、亞歷山德羅·帕沃利尼（共和法西斯党书记）及阿基萊·斯塔拉切（曾任国家法西斯党书记）等人的尸体一同被倒吊于洛雷托广场上示众。 在邦巴奇尸体的上方，有一个手写的标示，内容为「大叛徒」（Supertraditore）。  
邦巴奇去世四天后，他的故友和前同志，于墨西哥流亡的共产国际活动家维克托·塞尔日在当地报纸上得知他的死讯。对此，他在日记中就邦巴奇这类投向法西斯的前共产主义者评价道：
在一些意大利人中---尤其是那些曾为马克思主义者或工团主义者的人们，逐渐显现出两种愿景：随着自由民主的衰退及社会主义的软弱，法团主义政体将推出全新的解決方案，并依靠这扇窄门通向集体主义。这与十九世纪中人们对社会主义的憧憬截然不同，该愿景的先决条件......更贴近人们自身的天性。

## 延伸阅读
- 本尼托·墨索里尼
- 雅克·多里奥（英语：Jacques Doriot）
- 卡西比爾停戰協定
- 鋼鐵條約
- 意大利社会党
- 意大利共产党 (1921年)
- 萨罗共和国